# Hans Kniep
Hans Kniep, född 3 april 1881 i Jena, död 17 november 1930 i Berlin, var en tysk växtfysiolog och svampforskare.
Hans Kniep var professor i Berlin och en av den moderna mykologins grundläggare. Han var den som vid tillsammans med sina lärjungar mest bidrog till att klarlägga basidiesvamparnas egendomliga sexualförhållanden. Kniep undersökte bland annat basidsvampar med fyra kön, såsom slätsvampen Hålskinn, och lämnade det avgörande beviset på sporidiekopulationens sexuella natur genom att framställa verkliga bastarder mellan ett flertal Ustilagoarter, och även rödalgernas generationsväxling var föremål för hans undersökningar, vilkas resultat han framlade i arbetet Die Sexualität der niederen Pflanzen (1928). 1929 beskrev han den intressanta algsvampen Allomyces, den då ända kända algsvampen med typisk generationsväxling.